# Конвекційний струм
Конвекці́йний струм — електричний струм, зумовлений рухом наелектризованих тіл (наприклад, мікрочастинок пилу, диму тощо). На відміну від класичного гальванічного провідника, де заряджені частинки рухаються по провіднику, у випадку з конвекційним провідником, наелектризоване тіло може нести заряд, при цьому відсутні в класичному розумінні такі поняття як нагрівання провідника чи втрати в провіднику.
Генрі Ровланд експериментально довів, що конвекційний струм створює таке ж магнітне поле, як і струм провідності у нерухомому провіднику.
Прикладом використання конвекційного струму є перенесення зарядів діелектричною стрічкою в генераторі Ван де Граафа.